# Alexie Alaïs
Alexie Alaïs (* 9. Oktober 1994 in Kourou, Französisch-Guayana) ist eine französische Speerwerferin. 

## Sportliche Laufbahn
Erste internationale Erfahrungen sammelte Alexie Alaïs bei den CARIFTA-Games 2010 in Vieux Fort, bei denen sie in der U17-Altersklasse im 100-Meter-Lauf mit 12,63 s im Vorlauf ausschied und im Speerwurf mit 38,08 m die Goldmedaille gewann. Im Jahr darauf siegte sie bei den CARIFTA-Games in Montego Bay mit 47,24 m in der U20-Altersklasse und belegte anschließend bei den Jugendweltmeisterschaften nahe Lille mit 49,33 m den sechsten Platz, ehe sie beim Europäischen Olympischen Jugendfestival in Trabzon mit 50,94 m die Bronzemedaille gewann. 2012 siegte sie bei den CARIFTA-Games in Hamilton mit 47,17 m erneut und schied bei den Juniorenweltmeisterschaften in Barcelona mit 50,52 m in der Qualifikation aus, wie auch bei den Junioreneuropameisterschaften 2013 in Rieti mit 40,83 m. 2014 siegte sie mit einer Weite von 56,30 m bei den U23-Mittelmeermeisterschaften in Aubagne.
2018 qualifizierte sie sich erstmals für die Europameisterschaften in Berlin und gelangte dort mit 60,01 m im Finale den sechsten Platz. Im Jahr darauf nahm sie an den Weltmeisterschaften in Doha teil, schied dort aber mit 60,46 m in der Qualifikation aus.
2018 und 2019 wurde Alaïs französische Meisterin im Speerwurf.